# Роббі Кей
Роберт Ендрю Кей (англ. Robert Andrew Kay; нар. 13 вересня 1995, Гемпшир) — англійський актор. Він відомий своєю роллю Томмі Кларка в телесеріалі «Герої: Відродження». Батьки Іван та Стефані Кей. Ще має двох сестер, Фіона і Камілла Кей. Також, актор одружений. Його дружина Софія Кей. Українка, народжена 31 грудня 2004 року. Актор підтвердив це журналістам у 2023 році, проте сказав,що не хоче виставляти особисте життя на показ, щоб це не турбувало сімейне життя. 

## Біографія
Кей народилася в Лімінгтоні, графство Гемпшир, Англія, в родині Івана та Стефані Кей. Він переїхав до Брюссель, Бельгія, у ранньому віці. Він має двох старших сестер. Також, актор одружений. Його дружина Софія Кей. 
У 2006 році Кей і його сім'я переїхали до Прага в Чехії, де він відвідував Празьку міжнародну школу. З 2011 року живе в Х'юстон, штат Техас.

## Фільмографія

### фільм
- 2007 — «Молодий Ганнібал»
- 2007 — «Мій хлопчик Джек[en]»
- 2007 — «Втікачі шматки[en]»
- 2008 — «Баторі»
- 2010 — «Зроблено в Дагенем[en]»
- 2010 — «Способи жити вічно[en]»
- 2011 — «Пірати Карибського моря: На дивних берегах»
- 2015 — «Політ у Другу світову»
- 2016 — «Холодний місяць[en]»
- 2017 — «Поштова оплата не потрібна[en]»
- 2018 — «Фестиваль крові[en]»
- 2018 — «Розташування Срібного озера»
- 2022 — «Горить з обох кінців[en]»

### Телесеріал
- 2008 — «Піноккіо[en]»
- 2013—2018 — «Якось у казці»
- 2015—2016 — «Герої: Відродження»
- 2017 — «Анатомія Грей»
- 2017 — «Сонна лощина»
- 2019 — «Новобранець»
- 2022 — «9-1-1»